# لوسي (أنمي)
لوسي مسلسل رسوم متحركة ياباني، يتكون من خمسين حلقة، بدأ عرضه في 10 يناير 1982 واستمر حتى 26 ديسمبر 1982. دُبلِج للعربية بواسطة مؤسسة الإنتاج البرامجي المشترك.

## القصة
عائلة تهاجر إلى أستراليا عندما كانت أستراليا قارة حديثة الاكتشاف ويحاولون التكييف مع مختلف الظروف التي يواجهونها.

## الشخصيات
- لوسي: بطلة المسلسل وهي فتاة تحب الحيوانات ومرحة جدا
- كاتي: أخت لوسي وأكبر منها بسنتين
- كلارا: الأخت الكبرى إلى لوسي
- ارثر (اب لوسي): يعمل فلاح
- اني (ام لوسي):امرأة الحنونة والطيبة
- توم: الاخ الاصغر للوسي
- بن: اخ لوسي الاكبر
- جون: صديق لكلارا اخت لوسي
- بيلي: صديق لوسي

## انظر ايضًا
- شويتشي سيكي

## روابط خارجية
- لوسي على موقع IMDb (الإنجليزية)
- لوسي على موقع كينوبويسك (الروسية)
- لوسي على موقع ألو سيني (الفرنسية)
- لوسي على موقع قاعدة بيانات الفيلم (الإنجليزية)
- لوسي على موقع ANN anime (الإنجليزية)